# Henry Cuevas
Henry Cuevas Zúñiga (nascido em 12 de outubro de 1954) é um ex-ciclista colombiano. Competiu representando a Colômbia no ciclismo nos Jogos Olímpicos de Verão de 1972.